# Rosário Oeste (gemeente)
Rosário Oeste is een gemeente in de Braziliaanse deelstaat Mato Grosso. De gemeente telt 18.497 inwoners (schatting 2009).
De gemeente grenst aan Porto Estrela, Barra do Bugres, Alto Paraguai, Nobres, Santa Rita do Trivelato, Nova Ubiratã, Paranatinga, Planalto da Serra, Nova Brasilândia, Chapada dos Guimarães, Cuiabá, Acorizal, Jangada en Nossa Senhora do Livramento.